# فرهاد بشیری
فرهاد بشیری (زاده ۱۳۴۲ پاکدشت) سیاستمدار اصولگرای ایرانی و نماینده حوزه انتخابیه پاکدشت در دوره‌های دوره هشتم و دوره نهم، دوره یازدهم و دوره دوازدهم مجلس شورای اسلامی است.

## تحصیلات و سوابق کاری
او مدرک کارشناسی خود را در رشته مشاوره و راهنمایی از دانشگاه علامه طباطبایی تهران گرفت؛ و دارای مدرک کارشناسی ارشد مدیریت آموزشی از دانشگاه آزاد اسلامی است
او در انتخابات هشتمین دوره مجلس شورای اسلامی سال ۸۶ با کسب ۲۵ هزار رای مردم پاکدشت وارد مجلس شد. همچنین در انتخابات نهمین دوره مجلس شورای اسلامی توانست با کسب بیش از ۵۰٬۰۰۰ رای برای بار دوم به نمایندگی مجلس برسد. اما در انتخابات دهمین دوره مجلس شورای اسلامی در شهرستان پاکدشت دوم شد و موفق به راهیابی به مجلس نشد.
او عضو فراکسیون اصولگرایان مجلس و عضو کمسیون آموزش و تحقیقات مجلس شورای اسلامی بوده‌است.

## سمت‌ها
برخی از سمت‌ها فرهاد بشیری از این قرار بوده‌اند:
- عضو هیت عالی گزینش[۳]
- معاون مدیرکل ارزشیابی و عملکرد وزارت آموزش و پرورش
- معاون ارزشیابی و عملکرد اداره کل شهرستان‌های استان تهران
- معاون ارزشیابی و عملکرد اداره آموزش و پرورش پاکدشت